# Born Free
Born free är ett samlingsalbum med låtar av Jan Lindblad. Det var Lindblads första samlingsalbum var det enda som har givits ut på LP-skiva.

## Låtförteckning
Sida 1
1. Shenandoah
2. Raindrops Keep Fallin' on My Head
3. El condor pasa
4. Sailing
5. The Virginian Theme

Sida 2
1. Ave Maria
2. Åh en så'n underbar morgon
3. Born Free
4. Annie Laurie
5. Mull of Kintyre
6. Bird Songs at Eventide